# Twee liederen op tekst van Robert Bridges
Twee liederen op tekst van Robert Bridges is een compositie van Frank Bridge. Bridge had al eerder muziek geschreven onder een tekst van Robert Bridges, Diens tekst So perverse voorzag Bridge toen van een pianobegeleiding. Voor de twee liederen schreef hij een orkestbegeleiding onder een baritonstem. Bridge maakte vanaf oktober 1905 eerst de liederen met pianobegeleiding en verzorgde de orkestratie in januari 1906. De eerste uitvoering vond plaats tijdens dezelfde concertreeks die Bridge had gebruikt voor de première van zijn The hag maar nu in the Queen's Hall. Op 14 juli 1909 dirigeerde Bridge het toen vernieuwde London Symphony Orchestra met als solist Robert Chignall.
De twee liederen zijn:
- I praise the tender flower (genummerd H65a) in andante moderato – pochettino piu mosso – tmepo I (het gedicht komt uit de bundel 'Poems' van 1884)
- Thou didst delight my eyes (genummerd H65b) in Allegro appassionato – moderato (uit de bundel 'Poems' 1880)

I praise the tender flower zou in 1934-1937 opnieuw gebruikt worden, toen schreef Gerald Finzi een compositie voor koor a capella Seven poems of Robert Seymour Bridges. Ivor Gurney gebruikte hetzelfde gedicht om er een lied van te maken. Ook Charles Hubert Parry en Charles Stanford hebben het gebruikt. Finzi gebruikte ook Thou didst', net als opnieuw Gurney, maar ook Gustav Holst.

## Discografie
- Uitgave Chandos: BBC National Orchestra of Wales o.l.v. Richard Hickox met bariton Roderick Williams, een eerste opname van het werk in 2003